# Rob Jetten
Rob Jetten, né le 25 mars 1987 à Veghel (Brabant-Septentrional), est un homme politique néerlandais. Il est ministre du Climat et de l'Énergie dans le quatrième cabinet de Mark Rutte de 2022 à 2024, chef politique du parti Démocrates 66 (D66) depuis 2023, et vice-Premier ministre en 2024.

## Biographie

### Études
Rob Jetten a grandit à Uden (Brabant-Septentrional) et a étudié la science administrative à l'université Radboud de Nimègue.

### Parcours professionnel
Avant son entrée dans la vie politique, il a travaillé pour ProRail, organisme public gérant le réseau ferroviaire néerlandais.

### Engagement politique
Président des Jeunes Démocrates (en néerlandais : Jonge Democraten) de 2008 à 2009 et chef de groupe des Démocrates 66 au conseil municipal de Nimègue de 2010 à 2017, il est représentant à la Seconde Chambre des États généraux à partir du 23 mars 2017. Il se trouve à la douzième place de la liste présentée aux élections législatives, le parti remportant dix-neuf sièges. Il est le porte-parole de son groupe parlementaire pour le climat, l'énergie et le gaz, le rail, le renouveau démocratique et les affaires économiques.
Il est élu chef du groupe parlementaire le 9 octobre 2018, succédant ainsi au démissionnaire Alexander Pechtold. Il quitte ses fonctions de chef de groupe le 31 mars 2021, à l'ouverture de la 38e législature. Il retrouve le poste par intérim le 25 mai suivant, en remplacement de Sigrid Kaag. Il est nommé ministre de l'Énergie et du Climat le 10 janvier 2022, un poste de ministre sans portefeuille nouvellement créé au sein du ministère des Affaires économiques et du Climat, dans le quatrième cabinet de Mark Rutte. Le début de son action au gouvernement est marquée par la crise énergétique mondiale de 2021-2023.
Après le départ de Sigrid Kaag du gouvernement Rutte, il lui succède comme vice-Premier ministre le 8 janvier 2024 et assure l'intérim du ministère des Finances jusqu'à la nomination de Steven van Weyenberg à cette fonction le 12 janvier suivant. Il quitte le gouvernement le 2 juillet suivant et reprend son poste de réprésentant à la Seconde Chambre des États généraux, où il est président du groupe parlementaire des Démocrates 66.

### Vie privée
Rob Jetten est ouvertement homosexuel. Il est en couple avec le joueur de hockey sur gazon argentin Nicolás Keenan depuis 2022.